# Das Geheimnis des Edwin Drood

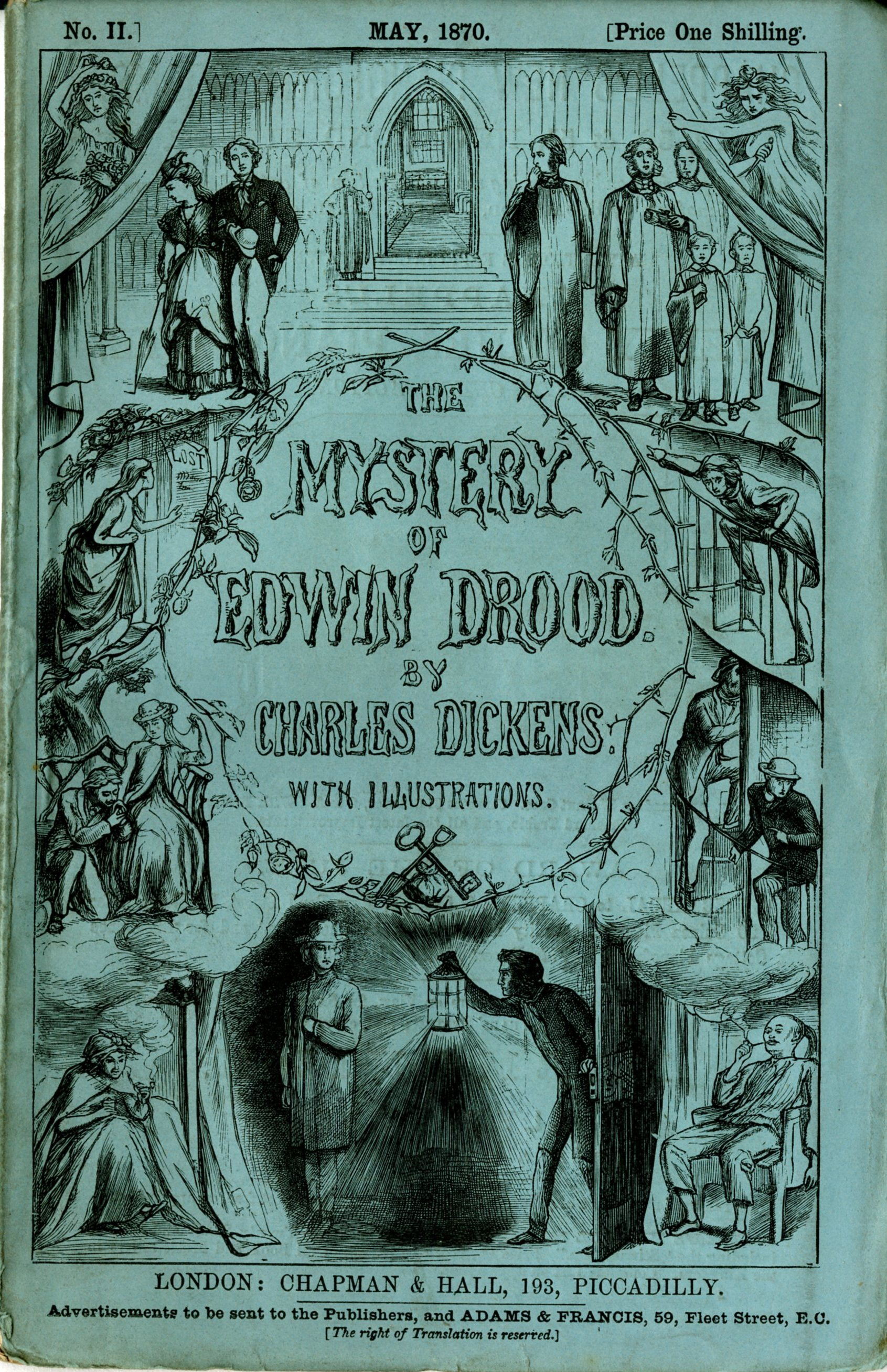
Titelbild der Ausgabe von 1870 (Illustration von Charles Collins)

Das Geheimnis des Edwin Drood (auch: „Das Geheimnis um Edwin Drood“', Originaltitel: „The Mystery of Edwin Drood“) ist der Titel eines Kriminalromans des englischen Schriftstellers Charles Dickens aus dem Jahr 1870. Wie die meisten Werke des Autors erschien er als monatliche Fortsetzungsgeschichte. Als der Autor an den Folgen eines Schlaganfalls starb, lagen 22 von April bis September veröffentlichte Kapitel vor, das heißt etwa die Hälfte des auf 11 Folgen angelegten Romans, der damit als letztes Werk Dickens’ Fragment blieb. Die erste deutsche Übersetzung von Emil Lehmann wurde 1870 publiziert.

## Überblick
Die Handlung spielt vorwiegend in der fiktiven Kleinstadt Cloisterham, die durch eine Eisenbahnlinie mit London, dem zweiten Handlungsort, verbunden ist. Ähnlich Rochester werden die alten Häuser aus dem 18. Jh. von einer Kathedrale überragt. Diese Szenerie und die Gothic-Novel-Stimmung der in den Dämmer- und Nachtstunden im Spätherbst und Winter spielenden Kapitel (1–16) nutzt der Autor für den geheimnisvollen Kriminalfall.
Im Mittelpunkt des Romans steht das persönliche Spannungsfeld dreier Waisenkinder: der Internatsschülerin Rosa und der beiden jungen Männer Edwin Drood und Neville Landless, die ebenfalls noch nicht volljährig sind und ihre Lehrzeit noch nicht beendet haben. Sie werden unterstützt und beraten von ihren Vormündern; dem Rechtsanwalt und Familienfreund Grewgious, dem Kantor und Onkel John Jasper und dem anglikanischen Pfarrer und Kanonikus Crisparkle. Die anderen Figuren spielen ihre Rollen im Umfeld der Protagonisten und nehmen oft verbindende Positionen ein.
| → Personen des Romans |
| Hauptpersonen: - Edwin („Eddy“, „Ned“) Drood – Neffe und Mündel John Jaspers. Ausbildung zum Ingenieur in der Firma, in der sein Vater Partner gewesen ist. Er plant, seine Verlobte Rosa Bud zu heiraten und mit ihr nach Ägypten zu ziehen, wo er als Ingenieur arbeiten will. - John („Jack“) Jasper – Kantor der Kathedrale von Cloisterham, Onkel und Vormund von Edwin Drood, Gesangslehrer Rosas, Opiumraucher - Rosa Bud („Rosebud“, „Kätzchen“) – Schülerin im Pensionat von Mrs. Twinkelton, Mündel von Mr. Grewgious, verlobt mit Edwin Drood - Miss Twinkleton – Direktorin des Mädchenpensionats „Anstalt für junge Damen“ in Cloisterham - Hiram Grewgious – Londoner Rechtsanwalt, Vormund von Rosa und Freund der Familie Bud - Neville und Helena Landless – Zwillinge, gebürtig in Ceylon (heute Sri Lanka), Mündel von Mr. Honeythunder, Schüler von Pfarrer Crisparkle bzw. Schülerin im Mädchen-Pensionat von Mrs. Twinkelton - Mr. Luke Honeythunder – Präsident einer philanthropischen Gesellschaft in London, Vormund der Geschwister Landless - Kanonikus Septimus Crisparkle – früher Lehrer, jetzt Pfarrer der anglikanischen Gemeinde von Cloisterham, Mentor Nevilles Nebenpersonen in Cloisterham: - Dekan der Cloisterham Kathedrale - Mr. Tope – Küster der Kathedrale von Cloisterham - Mrs. Tope – Köchin Jaspers, Vermieterin der Wohnung Datcherys - Mrs. Crisparkle („die Porzellanschäferin“), Mutter Crisparkles - Mrs. Tisher – Miss Twinkletons Helferin im Pensionat - „Stony“ Durdles – Steinmetz, besonders für Grabmale, Kenner der Kirchengebäude, der Grüfte und des Friedhofs von Cloisterham - „Deputy“, „Winks“ bzw. „Winkses“ (Zwinkerer) – Lausebengel und Herumtreiber, von Durdles groteskerweise als Steinewerfer bezahlt, um ihn nachts nach Hause zu treiben - Thomas Sapsea – Auktionator, später Bürgermeister und Polizeichef von Cloisterham, seine Frau verstarb vor einem dreiviertel Jahr, Durdles meißelt ihre Grabtafel - Dick Datchery – Rentner, taucht zur Zeit der Beurlaubung Bazzards in Cloisterham auf, mietet sich in Topes Wohnung ein und wird so Jaspers Nachbar, sammelt Informationen Nebenpersonen in London: - Mr. Bazzard – erfolgloser Tragödien-Schriftsteller und sich unterfordert fühlender Schreiber in Mr. Grewgious’ Kanzlei, z. Zt. (Kp. 20) beurlaubt - Mrs. Billickin – Bazzards Verwandte, Zimmerwirtin Rosas nach ihrer Übersiedelung nach London - Thomas („Jim“) Tartar – einst Schüler Crisparkles, ehemaliger Marineleutnant, Nachbar Nevilles in London, auf Gegenseitigkeit beruhendes Interesse an Rosa - „Princess Puffer“ – betreibt in London eine Opiumhöhle, spürt ihrem Kunden Jasper nach |

Die Handlung ist, typisch für einen Kriminalroman, mit lückenhafter Information über die rätselhaften Aktionen und Motive einiger Personen und im Wechsel zwischen Spannungssteigerung und Verzögerung aufgebaut:
- Nach der Einleitung mit der Exposition (Kp. 1–5) und der Vorstellung der Hauptfiguren

- entwickelt sich mit der Ankunft des Zwillingpaares Neville und Helena das Konfliktfeld Edwin-Neville und ihrer Sekundanten Jasper und Crisparkle (Kp. 6–8).

- Die kurze Phase der Klärung und Entspannung – Lösung der Verlobung, Versöhnungsgespräch der Rivalen – (Kp. 9–13)

- wird abgebrochen durch die Eskalation der Ereignisse (Kp. 14–16): der Ermordung oder der Flucht Edwins und der Beschuldigung Nevilles durch Jasper.

- Nach einem Zeitsprung von einem halben Jahr verlagern sich die Aktionen der meisten Protagonisten zunehmend nach London (Kp. 17, 19–22). Parallel dazu spielt v. a. die Jasper-Handlung weiterhin in Cloisterham (Kp. 18, 23).

| → Kapitelübersicht |
| 1 Die Morgendämmerung 2 Ein Dechant und ein Kapitel dazu 3 Das Nonnenstift 4 Mr. Sapsea 5 Mr. Durdles und sein Freund 6 Philanthropie im Hilfskanonikus-Winkel 7 Allerlei vertrauliche Mitteilungen 8 Gezückte Dolche 9 Vögel im Gesträuch 10 Die Wege werden geebnet 11 Ein Bild und ein Ring 12 Eine Nacht mit Durdles 13 Beide Seiten von der besten Seite 14 Wann kommen die drei sich wieder entgegen? 15 Die Beschuldigung 16 Ein Gelübde 17. Berufsmäßige und freiwillige Philanthropie 18 Ein neuer Einwohner in Cloisterham 19 Schatten auf der Sonnenuhr 20 Eine Flucht 21 Ein Wiedererkennen 22 Allerlei Verdrießlichkeiten stellen sich ein 23 Nochmals die Morgendämmerung |

## Handlung

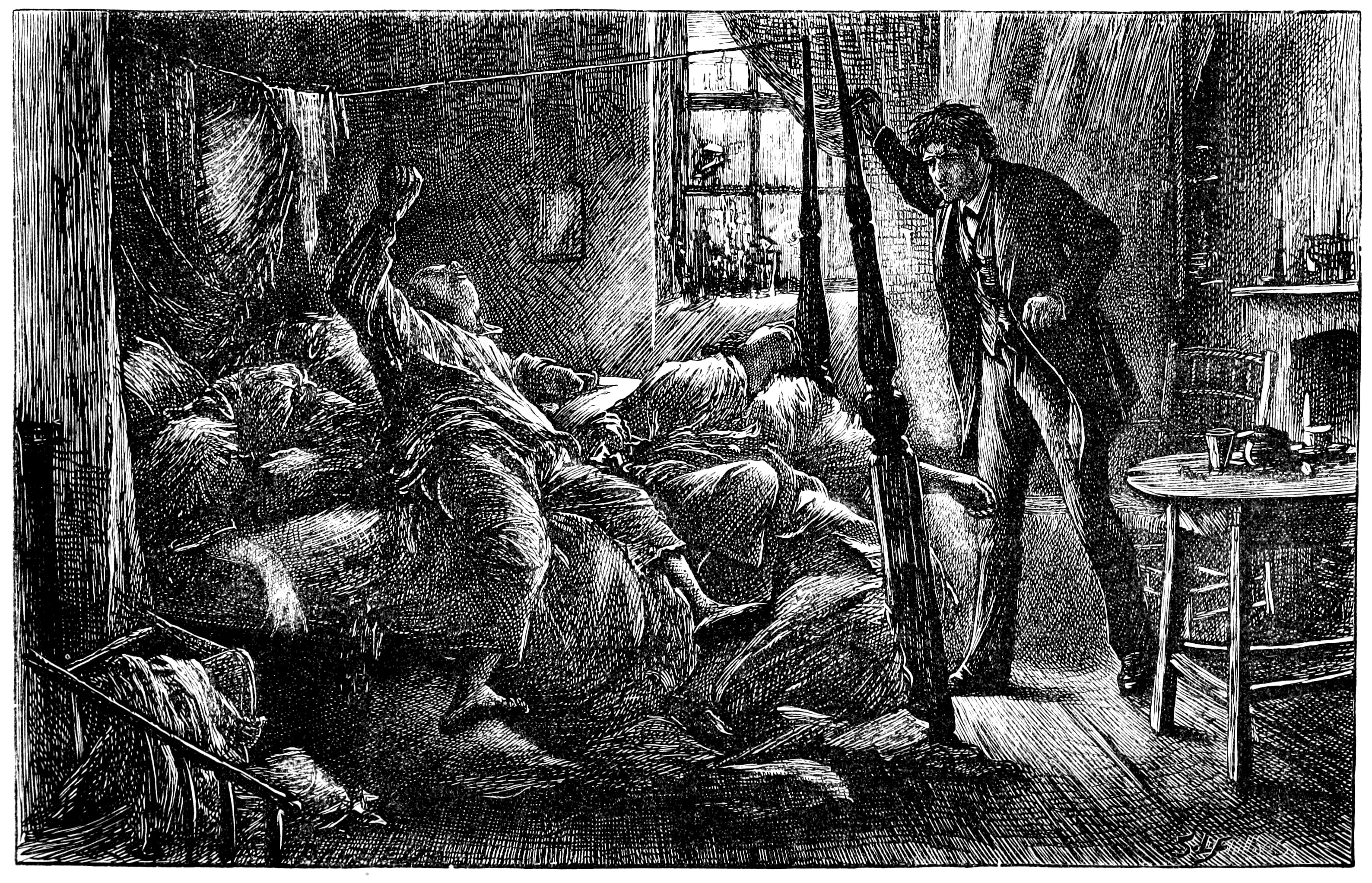
Jasper in der Londoner Opiumhöhle (Illustration von Luke Fildes)

### Vorstellung der Hauptfiguren:  Pfarrer Crisparkle, Kantor Jasper sowie sein Neffe Edwin Drood und dessen Verlobte Rosa ( Kp. 1–5)
Der Roman beginnt mit John („Jack“) Jaspers Besuch in der Opiumhöhle „Princess Puffers“ in London. Danach reist er nach Cloisterham und geht bei spätherbstlichem kaltem Wetter zum Abendgottesdienst in die Kathedrale und leitet dort als Kantor den Chor, dessen Vorsänger er ist. (Kp. 1)
Wegen eines Unwohlseins kann Jasper die Cloisterham Cathedral erst spät verlassen. Der Dechant (Dekan) befragt den Obersakristan Mr. Tope über das Vorgefallene und schickt dann den Hilfskanonikus Septimus Crisparkle mit Genesungswünschen zu dem Erkrankten ins Pförtnerhaus. Diesem versichert Jasper, es sei nur eine harmlose Unpässlichkeit gewesen und er erwarte seinen Neffen, der auch sein Mündel ist, Edwin Drood aus London. Der Onkel ist mit seinen ca. 26 Jahren nur wenig älter als der Neffe und sie sprechen sich wie Freunde mit „Jack“ und „Ned“ an. Jasper gesteht Edwin, dass der Schwächeanfall die Folge des Opiums sei, das er wegen eines Schmerzes gelegentlich rauche. An diesem Tag unterhalten sie sich v. a. über Jaspers Musikschülerin Rosa Bud („Rosebud“), von Drood herablassend-liebevoll „Kätzchen“ genannt, die an diesem Tag Geburtstag hat. Ihre inzwischen verstorbenen Väter haben in ihren Testamenten die Ehe ihrer Kinder gewünscht und Drood plant, Rosa nach Beendigung ihrer Schulbildung zu heiraten und mit in den Orient zu nehmen, wo er als Ingenieur arbeiten wird. Er hat ein Bild des Mädchens mit launischer Miene gemalt und dem Onkel als Schmuck seiner Kaminwand geschenkt. (Kp. 2)

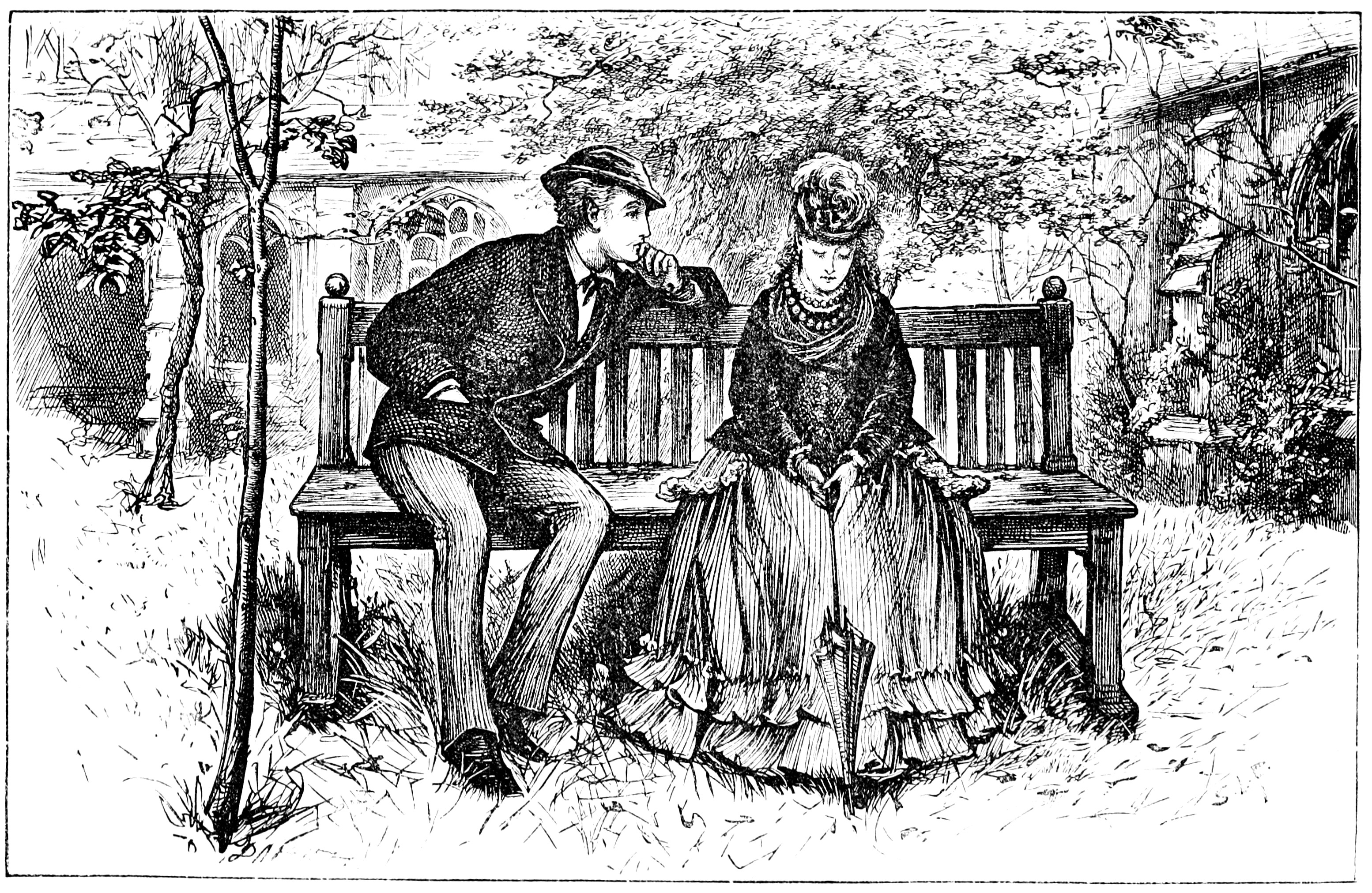
Edwin und Rosa sprechen vor der Kathedrale, in der gerade Jasper singt, über ihre Beziehung. (Illustration von Luke Fildes)

Am nächsten Tag besucht der ca. zwanzigjährige Edwin seine Braut in Miss Twinkletons „Erziehungsanstalt für junge Damen“ im ehemaligen Nonnenhaus. Während Edwin mit ihr ernsthaft über ihre Heirat im nächsten Sommer und ihren Umzug nach Ägypten sprechen möchte, ist Rosa ihre Rolle als verlobte Waise in einem Mädchenpensionat, wo Edwins Besuche von den Schülerinnen neugierig beobachtet und kommentiert werden, offenbar peinlich und sie versucht die Situation mit Schelmereien zu überdecken. Später vertraut sie Helena Landless an, sie seien ein „lächerliches Paar“. Während eines Spaziergangs zum Kirchhof schlägt sie ihrem „Eddy“ ein lustiges Rollenspiel vor, in dem sie den mit einer anderen Frau verlobten Edwin über seine Beziehung spaßhaft befragt. Doch im Dialog werden zunehmend ihre Spannungen deutlich: seine Erwartungen an eine erwachsene Frau, das Unwohlsein der Schülerin-Braut bei der Vorstellung, als Ehefrau eines Ingenieurs in Ägypten zu leben, in einem Land, das sie von ihrem Schulwissen her mit Pharaonengräbern, Mumien, Arabern und einfachen Fellachen verbindet. Sie fühlt sich als kindisches Mädchen noch zu unreif für eine solche Aufgabe und schlägt, plötzlich in ernsthaftem Ton, vor, miteinander Geduld zu haben und ihre Entwicklung ruhig abzuwarten. Seine Frage, ob es einen anderen Mann gebe, verneint sie entschieden und wünscht ins Pensionat zurückzukehren, als aus der Kirche der Chorgesang erschallt und Edwin glaubt, die Stimme Jaspers herauszuhören. (Kp. 3)
Mit dem 4. Kapitel wechselt die Handlung zu Edwins Onkel. Durch einen Besuch beim Auktionator und Makler Thomas Sapsea, später Bürgermeister der Stadt, kommt er mit dem Steinmetz Durdles in Kontakt. Sapsea bittet ihn um seine Meinung über eine von ihm entworfene Grabdenkmal-Inschrift für seine vor einem dreiviertel Jahr verstorbene Frau Ethelinda, die mehr von seiner Selbstgefälligkeit handelt als von der bescheidenen Gattin. Nachdem Durdles den Auftrag zur baldigen Ausführung erhält, begleitet ihn Jasper nach Hause und versucht ihn vor einem Steinewerfer zu beschützen. Doch der Steinmetz will groteskerweise Deputy, dem sinnlosen Zerstörer, ein würdiges Ziel geben und bezahlt ihn dafür, ihn nachts heimzutreiben. Auf dem Weg durch die alte Stadt demonstriert Durdles dem auf seine Entdeckungen neugierigen Jasper seine Methode, in den unterirdischen Gewölben der Kathedrale durch Abklopfen des Bodens alte Gräber zu entdecken. In seiner Wohnung angekommen, zündet Jasper sich eine Opiumpfeife an, um von gespenstischen Erscheinungen zu träumen. (Kp. 5)

### Spannungen zwischen Neville Landless und Edwin Drood (Kp. 6–8)

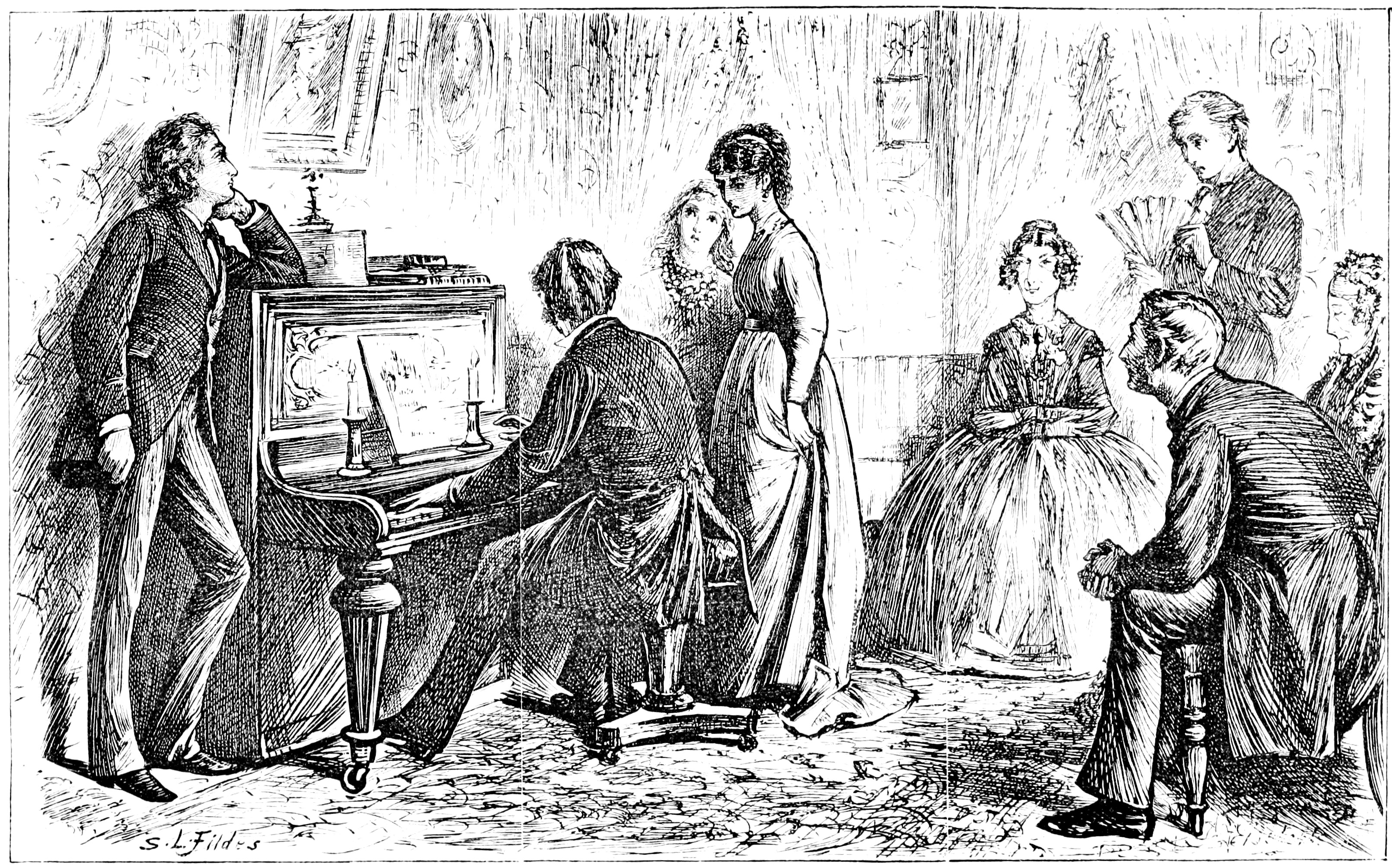
Rosas fühlt sich bei ihrem Gesangsvortrag im Haus Crisparkle von ihrem Musiklehrer geistig bedrängt (Illustration von Luke Fildes)

Die neue, im 6. Kp. beginnende Handlung entwickelt sich über den 35-jährigen Septimus Crisparkle, der mit seiner Mutter zusammen lebt. Sie hat sich gegenüber ihrem Schwager Honeythunder, dem Vorsitzenden des Hauptkomitees der Philanthropen in London, bereit erklärt, sich um zwei Waisen aus Ceylon zu kümmern. Der junge Mann Neville Landless wird in ihrem Haus wohnen und von Septimus unterrichtet werden, seine Zwillingsschwester Helena kommt ins Mädchenpensionat. Zum Empfang der beiden haben die Crisparkles eine kleine Gesellschaft eingeladen, die von dem Anthroposophenführer, der seine Zöglinge nach Cloisterham begleitet hat, in langen missionarischen Reden über den „Hafen der Philanthropie“ doktrinär dominiert wird, so dass alle froh sind, als sie ihn zur Rückreise nach London verabschieden können.
An diesem Abend zeigen sich zwei Spannungsfelder, ein bereits bestehendes und ein künftiges: Die Gesellschaft im Haus Crisparkle endet, als Rosa nach zunehmender Unsicherheit ihren Gesangsvortrag weinend mit dem Ausruf „Das halte ich nicht aus! Ich fürchte mich! Bringt mich fort!“ abbricht, nachdem Jasper am Piano sie intensiv beobachtete und zu leiten versuchte. Auf der anderen Seite ist Neville von dem Mädchen fasziniert. Im Pensionat unterhalten sich Rosa und Helena, die ein Zimmer teilen, über die Situation und Rosa vertraut sich der reiferen Helena an: Sie fürchtet sich vor Jasper, denn sie spürt, dass ihr Musiklehrer sie emotional über die Musik dämonisch beherrscht und versklavt. Wenn er ihre Lippen beim Gesang beobachtet, fühlt sie seinen Kuss. Helena verspricht, sie zu schützen und die beiden schließen Freundschaft. (Kp. 7)

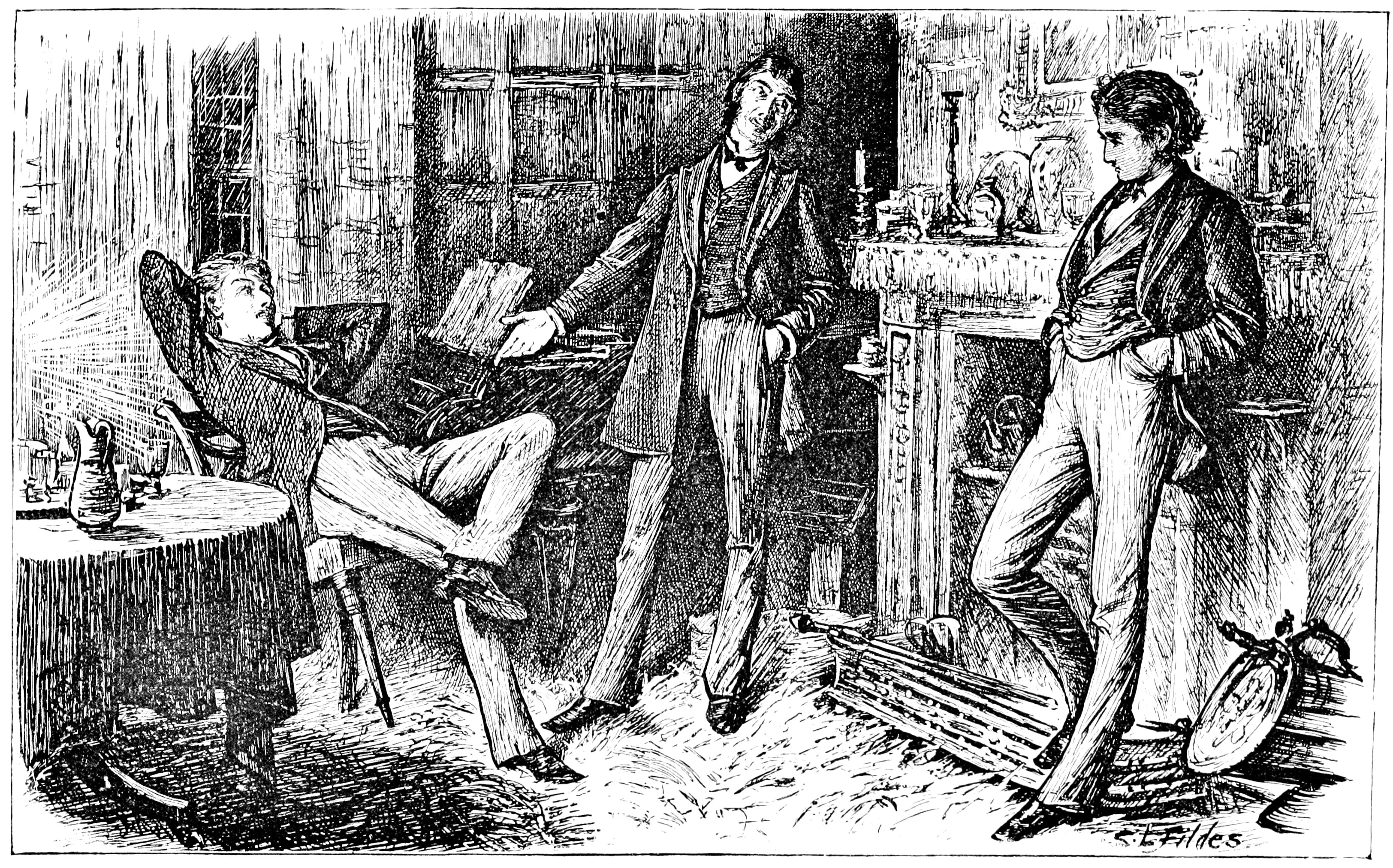
Edwin und Neville unterhalten sich mit Jasper in dessen Wohnung über ihre Auseinandersetzung in Crisparkles Wohnung (Illustration von Luke Fildes)

Edwin und Neville haben zuvor die jungen Damen ins Pensionat begleitet (Kp. 8) und Neville befragt ihn auf dem Rückweg über Rosa, in die er sich verliebt hat, wie er später Crisparkle gesteht (Kp. 10). Edwin empfindet seine Neugier in unterschwelliger Eifersucht als anmaßend, zumal er sich mit seiner Verlobten über ihre Beziehung gestritten hat, andererseits ist er von Helena beeindruckt. So fertigt er Neville arrogant ab. Die angespannte Situation droht zu eskalieren, als Jasper plötzlich auftaucht, beide ermahnt und sie mit in seine Wohnung nimmt. Dort entzündet sich der Streit nach einem Glas Wein erneut an Nevilles abfälliger Bewertung Edwins als Maler von Rosas Bild und steigert sich in arroganten Bemerkungen Edwins und aggressiven Reaktionen Nevilles auf dessen angeblicher Gefühlslosigkeit. Gipfel ist der beleidigende Hinweis auf Nevilles Herkunft und seine schwarze Haut. Er könne weiße Menschen nicht beurteilen. Jasper kann gerade noch eine Handgreiflichkeit verhindern, Neville schleudert sein Glas gegen den Kamin, stürzt aus dem Haus und klagt Crisparkle die Provokation Edwins und seine Unbeherrschtheit. Später erscheint Jasper bei Crisparkle und beklagt sich über den gefährlichen Auftritt Nevilles. (Kp. 8)

### Lösungen: Versöhnungsgespräch der Rivalen und Beendigung der Beziehung Rosas und Edwins (Kp. 9–13)
Rosas Lösung aus der Beziehung mit Edwin beginnt mit dem Besuch ihres Vormunds, des Rechtsanwalts Hiram Grewgious (Kp. 9). Der Freund ihres Vaters ist aus London ins Pensionat gereist, um sich nach der Verfassung seines Mündels zu erkundigen und sie über die Situation ihrer geplanten Heirat zu informieren: Der Wunsch ihrer Väter sei in einer bestimmten Situation ohne Kenntnis der Entwicklung der Kinder geäußert worden und für sie rechtlich nicht bindend. Die Entscheidung treffe sie allein mit Edwin. Rosa antwortet, dass sie „Eddy“ sehr lieb habe, jedoch ist sie über die Nachricht erleichtert und will beim nächsten Besuch ihres Verlobten zu Weihnachten mit ihm ihre Entscheidung besprechen. Sie lädt ihren Vormund zu diesem Treffen ein. Grewgious besucht anschließend Edwins Vormund Jasper und bittet ihn, in Ahnung ihrer engen Bindung, um Zurückhaltung in der Fürsorge für seinen Neffen. Er solle den Verlobten ihre Eheangelegenheit selbst überlassen.

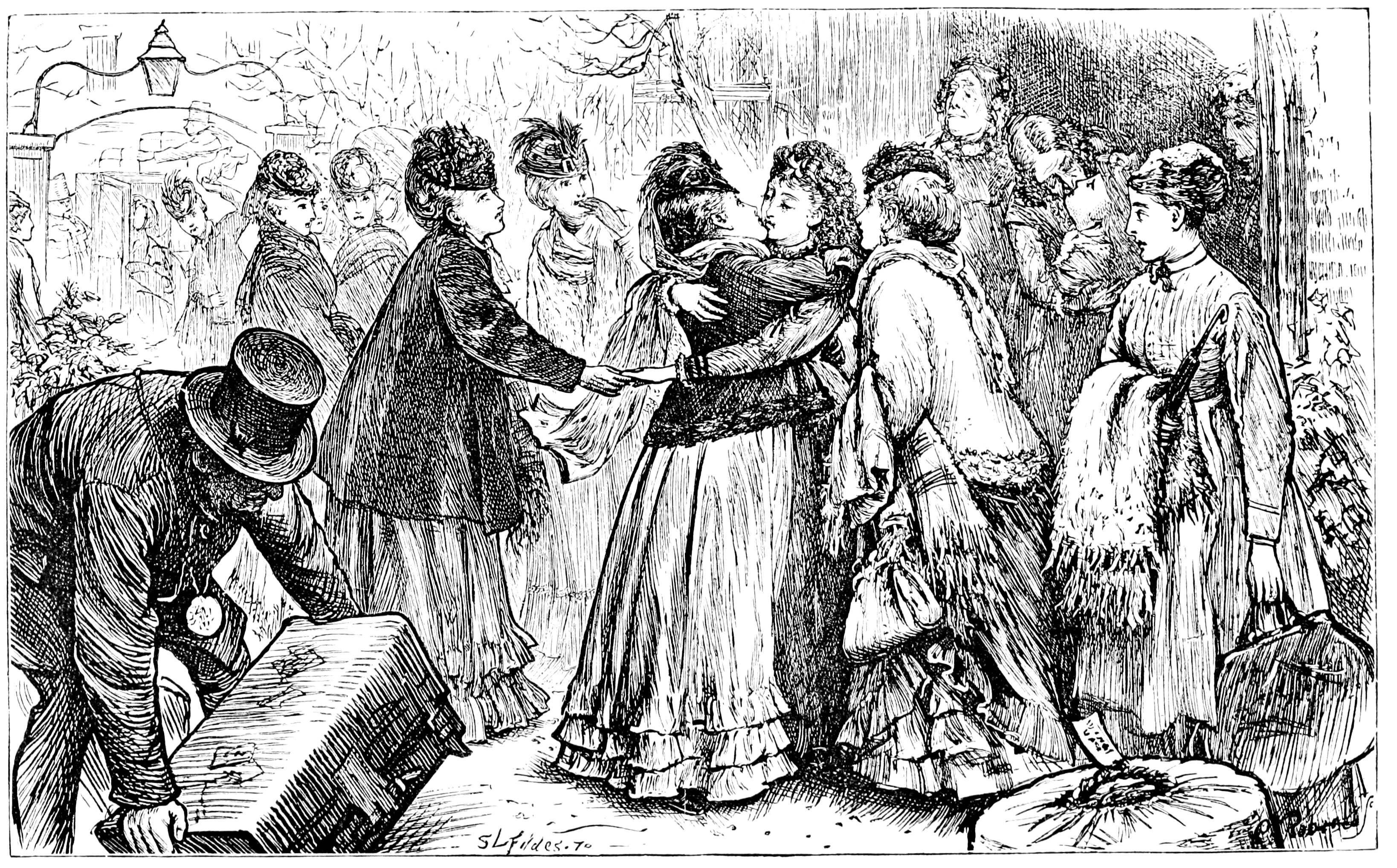
Die Schülerinnen verabschieden sich voneinander und reisen zum Weihnachtsfest zu ihren Familien (Illustration von Luke Fildes)

Nach seinen Gesprächen mit Rosa und Jasper erörtert Grewgious mit Edwin die Beziehungssituation (Kp. 11): An einem Dezembertag vor seiner Reise nach Cloisterham sucht Edwin Rosas Vormund auf und dieser lädt ihn zum Mittagessen ein. Danach hält er dem Bräutigam, mit Anspielungen auf sein Verhalten Rosa gegenüber, einen Vortrag über den idealen Liebenden: man dürfe einen Schatz nicht wie ein Spielzeug behandeln und ein intimes Kosewort, gemeint ist „Kätzchen“, nicht der Öffentlichkeit preisgeben. Anschließend übergibt er Edwin den Verlobungsring von Rosas toter Mutter, der mit einer in Gold gefassten Rose aus Diamanten und Rubinen verziert ist, unter einer Bedingung: Nur wenn er sich seiner wahren Liebe und der Verantwortung für das Mädchen bewusst sei, dürfe er Rosa den Ring an den Finger stecken, andernfalls müsse er ihn zurückgeben. Nachdem sein mürrischer Schreiber und erfolgloser Schriftsteller Bazzard und Edwin ihn allein im Zimmer zurückgelassen haben, wird der Hintergrund seiner Ansprache an Edwin deutlich: Die Verlobungsangelegenheit ist für ihn alles andere als die Erfüllung eines geschäftlichen Auftrags, denn Rosa gleicht ihrer Mutter, die er „in hoffnungslos stummer Verehrung“ geliebt hat, während sie einen anderen heiratete.
Im 13. Kapitel einigen sich Rosa und Edwin über ihre Beziehung: Nachdem die meisten Schülerinnen des Pensionats in die Weihnachtsferien abgereist sind, empfängt Rosa Edwin, erklärt ihm ihre, wegen seiner ungeduldigen Führungsrolle, asymmetrische Partnerschaft und schlägt ihm die Auflösung ihrer Verlobung vor. Edwin sieht ihre Beweggründe ein und stimmt zu, in Zukunft nur noch freundschaftlich-geschwisterlich miteinander umzugehen. Den Verlobungsring wird er Grewgious zurückgeben. Aber er befürchtet, dass sein Onkel, der ihren Abschiedskuss von ihnen unbemerkt beobachtet, aus Mitleid mit ihm wieder einen seiner Anfälle bekommt, wenn er ihm die Nachricht überbringt. Rosa schlägt vor, dass ihr Vormund Grewgious diese Information übernimmt. Sie denkt auch an eine Beendigung ihres Gesangsunterrichts bei Jasper.

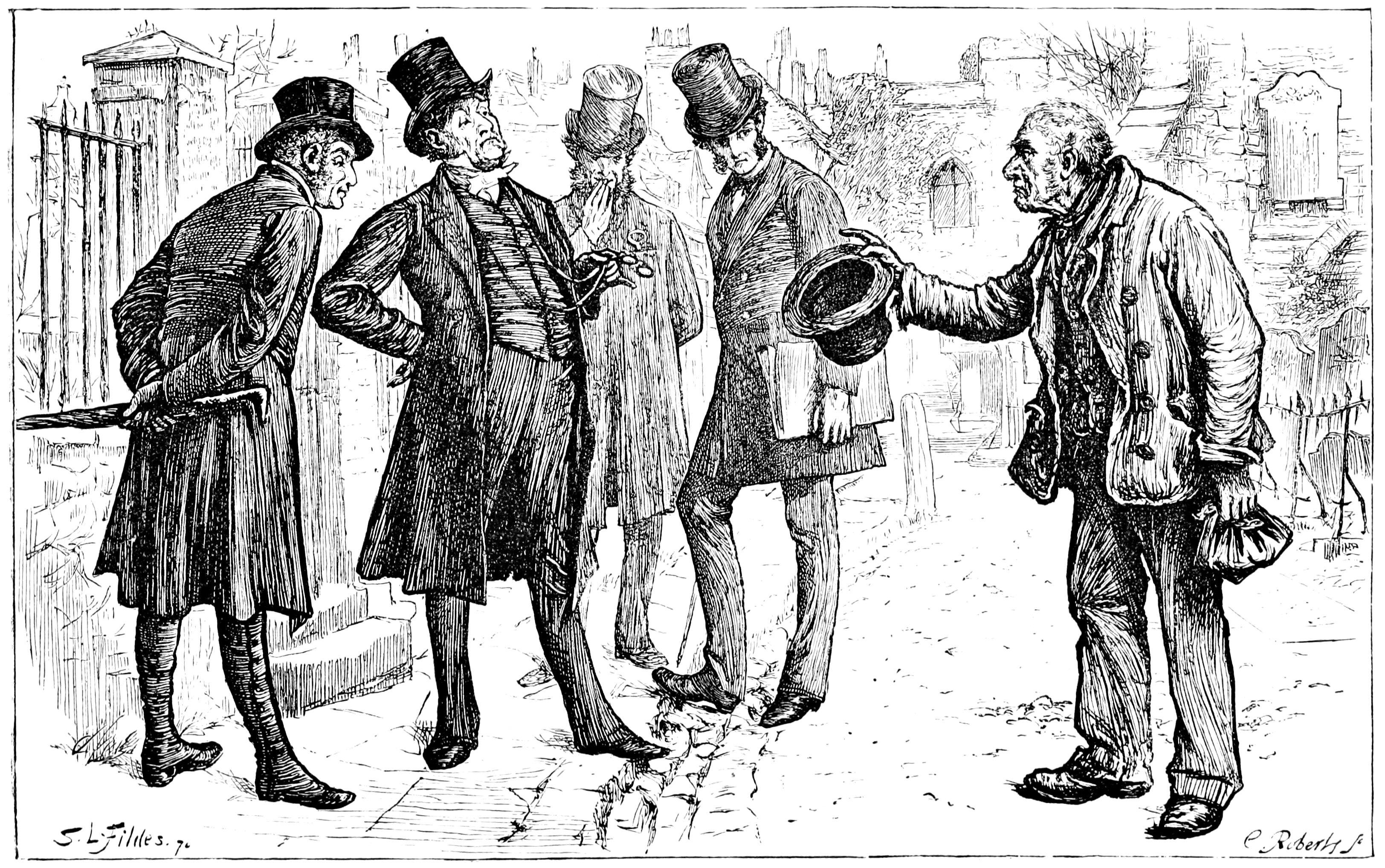
Durdles verwahrt sich gegen die Ratschläge und Anweisungen des Bürgermeisters Sapsea für die nächtliche Führung Jaspers durch die alten Kirchengemäuer (Illustration von Luke Fildes)

Parallel zu den Gesprächen Grewgious‘ mit den Verlobten will Crisparkle im zweiten Konflikt den Streit Nevilles und Edwins schlichten (Kp. 10). Auf einem Spaziergang begegnet er dem Zwillingspaar und erfährt die Liebe Nevilles zu Rosa und seine Eifersucht auf Edwin als Motiv seiner Raserei. Er versucht ihm klarzumachen, dass die Stadtbewohner ihm wegen seines gewalttätigen Temperaments die Schuld an den Zwischenfällen geben und dass er kein Recht hat, ohne Kenntnis der Personen als Beschützer Rosas gegen ihren angeblich gefühllosen und besitzergreifenden Verlobten aufzutreten. Neville ist zu einer Beilegung des Konflikts bereit und seine Schwester unterstützt ihn dabei. Darauf besucht Crisparkle Jasper und bespricht mit ihm, dass er seinen Neffen wegen seiner Provokationen zu einem Versöhnungsangebot an Neville überredet. Edwin sagt zu und schlägt ein Treffen bei Jasper zu Weihnachten vor.
Inzwischen verfolgt Jasper mit der Erkundung der gruseligen Räume unter der Kirche einen eigenen, im 4. Kp. vorbereiteten, Plan (Kp. 12). Er hat dem Dekan erzählt, er schreibe ein Buch und wolle dafür die einzelnen Gebäudeteile in nächtlicher Atmosphäre erleben. Der Steinmetz Durdles führt ihn durch die Krypta mit den alten Gräbern, durch die Kirche auf den Turm und wieder zurück. „Es war eine unerklärliche Expedition!“ Mehrmals wird Durdles unter, von Jasper gefördertem, Alkoholeinfluss von der unheimlichen Atmosphäre erfasst und erzählt von der Wirkung des ungelöschten Kalks und vom Geist eines entsetzlichen Schreies in einer Nacht vor einem Jahr. Auf dem Heimweg lauert ihm wieder der Steinewerfer „Deputy“ auf und treibt ihn nach Hause. (Kp. 12)

### Wendepunkt der Handlung: Ermordung oder Flucht Edwins und Beschuldigung Nevilles als Täter (Kp. 14–16)
In 14. Kapitel überschlagen sich die Ereignisse vor dem atmosphärischen Hintergrund eines über die Stadt ziehenden Sturmes. Vor dem Dreier-Versöhnungstreffen bei Jasper werden die Teilnehmer in Parallelhandlungen vorgeführt: Neville kauft einen schweren Spazierstock und packt seinen Tornister, um am nächsten Tag zu einer zweiwöchigen Wanderung aufzubrechen und dabei den stillen Kampf seiner unbeherrschten Persönlichkeit mit sich selbst auszutragen. Edwin schlendert allein durch die Stadt, denkt traurig über das Ende seiner Verlobung nach und bedauert, dass er Rosa die ganze Zeit wie ein Kind behandelt hat. Im Klosterweingarten hat er eine merkwürdige Begegnung mit einer Frau, später „Princess Puffer“ genannt, im Opiumrausch, die ähnliche Symptome zeigt, wie er sie zuvor bei Jasper beobachtet hat. Bevor sie in der Zwei-Penny-Herberge verschwindet, nennt sie ihm seine Koseworte „Eddy“ und „Ned“ und warnt ihn gegen die Zahlung von drei und einem halben Schilling: „Danken Sie Gott, daß sie nicht Ned heißen! […] Ein gefährlicher Name. Ein bedrohlicher Name.“ Jasper kauft Esswaren für sein Gastmahl ein. Beim Abendgottesdienst singt er besonders ausdrucksvoll. Crisparkle vermutet, er habe ein neues Heilmittel gegen sein Unwohlsein eingenommen. Jasper bestätigt das. Er sei jetzt nicht mehr in seinen krankhaften Vorstellungen behaftet.

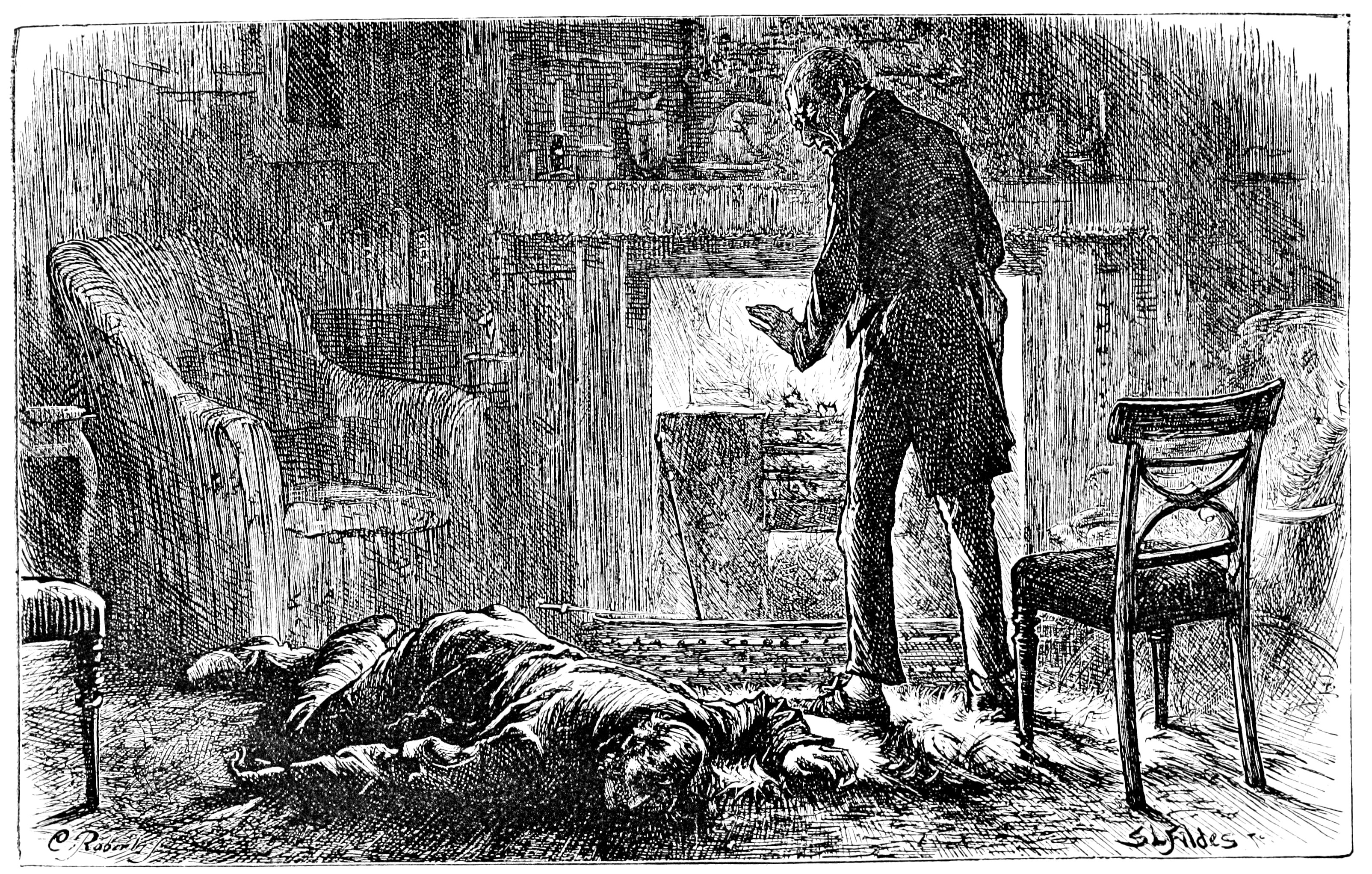
Nach der Information über die Entlobung Edwins und Rosas wird Jasper ohnmächtig. (Illustration von Luke Fildes)

Am nächsten Morgen sucht Jasper nach seinem Neffen. Er sei am Abend mit Neville Landless zusammen zum Fluss hinuntergegangen, um den Sturm zu erleben, und nicht mehr zurückgekehrt.
Am nächsten Morgen (Kp. 15) wird Edwin vermisst und Jasper lenkt den Verdacht auf Neville: Zwischen beiden habe es Spannungen gegeben und Neville sei der Letzte, der Drood nach dem Versöhnungstreffen lebend gesehen habe. Einwohner suchen darauf das Ufer ab und fischen mit Netzen im Fluss nach seiner Leiche. Jasper, Crisparkle und einige Männer verfolgen Neville, der früh am Morgen zu seiner Wanderung aufgebrochen ist, holen ihn ein und bringen ihn zurück in die Stadt. Er wird verhört, gibt an, sich vor Jaspers Haus von Edwin getrennt zu haben, und erhält Hausarrest bei Crisparkle. Gegen ihn spricht die frühere Auseinandersetzung mit Edwin, sein Jähzorn und, wie Crisparkle weiß, seine Eifersucht auf den Rivalen. Eine Wendung bekommt die Geschichte, als Grewgious Jasper die Entlobung Edwins und Rosas mitteilt. Jaspers bekommt darauf einen Anfall und stürzt bewusstlos zu Boden. Nach seiner Erholung ändert er seine Meinung (Kp. 16): Edwin könnte aus Enttäuschung über den Liebesentzug weggelaufen sein. Als Crisparkle bei einem Spaziergang am Cloisterham-Wehr die Uhr und die Hemdnadel Droods findet, wird Neville erneut verdächtigt und verhaftet. Die Behörde muss ihn jedoch wegen fehlender Beweise frei lassen. Er zieht wegen Verdächtigungen und Beschuldigungen als Edwins Mörder mit Hilfe Crisparkles nach London und hält sich dort aus Angst vor Jaspers Verfolgung versteckt.

### Verdächtigungen und Furcht vor Verfolgung (Kp. 17–23)

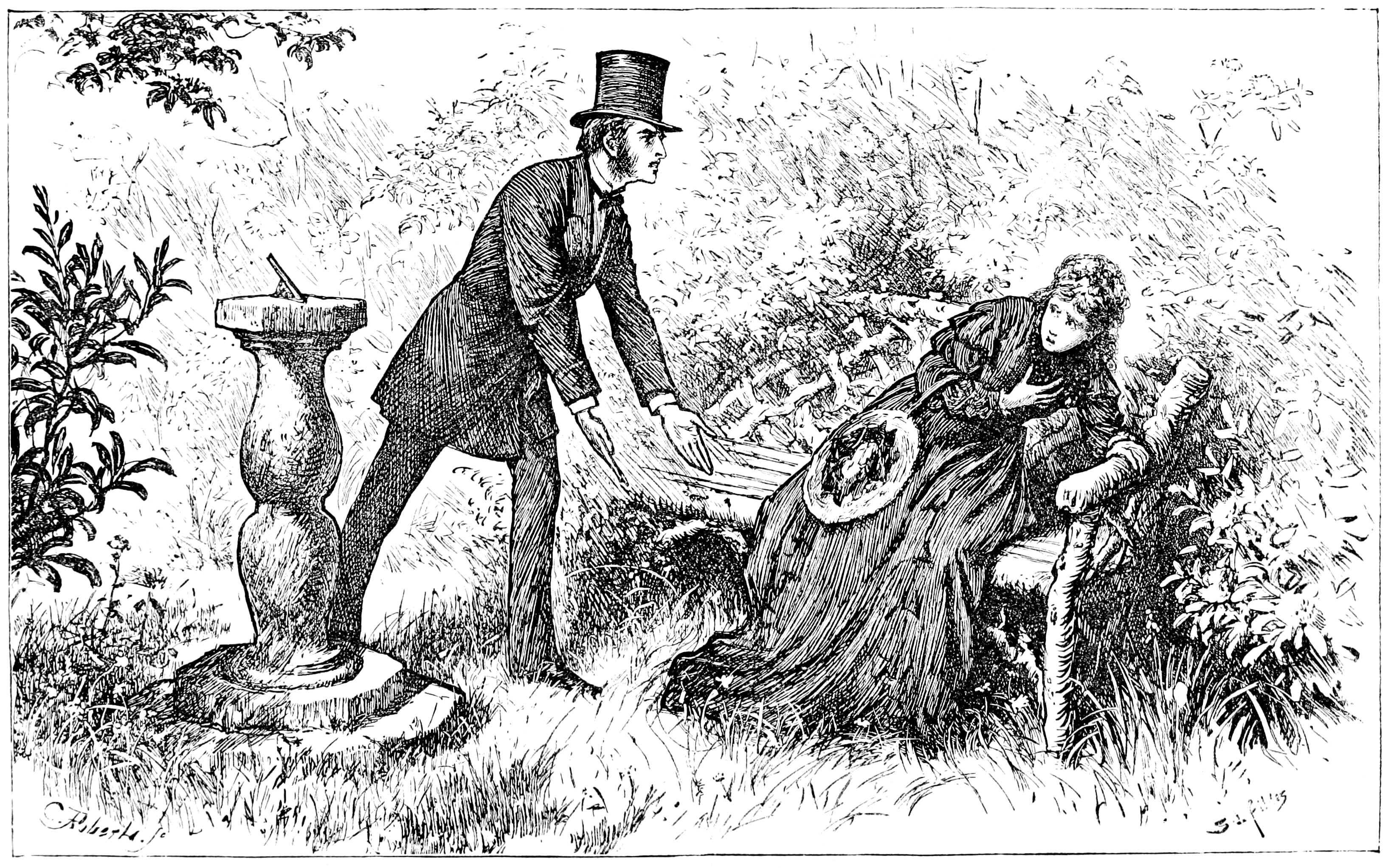
Jasper gesteht Rosa seine Liebe (Illustration von Luke Fildes)

Die Handlung springt nun um ein halbes Jahr in den Sommer. Crisparkle besucht wieder einmal Neville und sucht Unterstützung bei Honeythunder und Grewgious (Kp. 17). Doch mit dem ehemaligen Vormund gerät er schnell in eine Auseinandersetzung, die sich von dessen Vorverurteilung Nevilles aus ins Grundsätzliche und Persönliche ausweitet: Crisparkle rechnet mit dem großspurigen philanthropischen Redner wegen seines Dogmatismus und seiner Bigotterie ab und nennt seine Manieren und Manöver „abscheulich“. Dann sucht er Neville auf, erkundigt sich nach seinem Befinden und überzeugt sich von seinen fleißigen Studien. Dieser steht nach wie vor unter dem Eindruck der Verleumdungen in Cloisterham und fürchtet Jaspers Zorn. Crisparkle kündigt ihm zur Linderung seiner Einsamkeit die Ankunft seiner Schwester an. Für das dritte Gespräch mit Grewgious muss er nur auf die andere Straßenseite wechseln. Grewgious verspricht ihm, die Situation von seiner Wohnung aus zu beobachten.

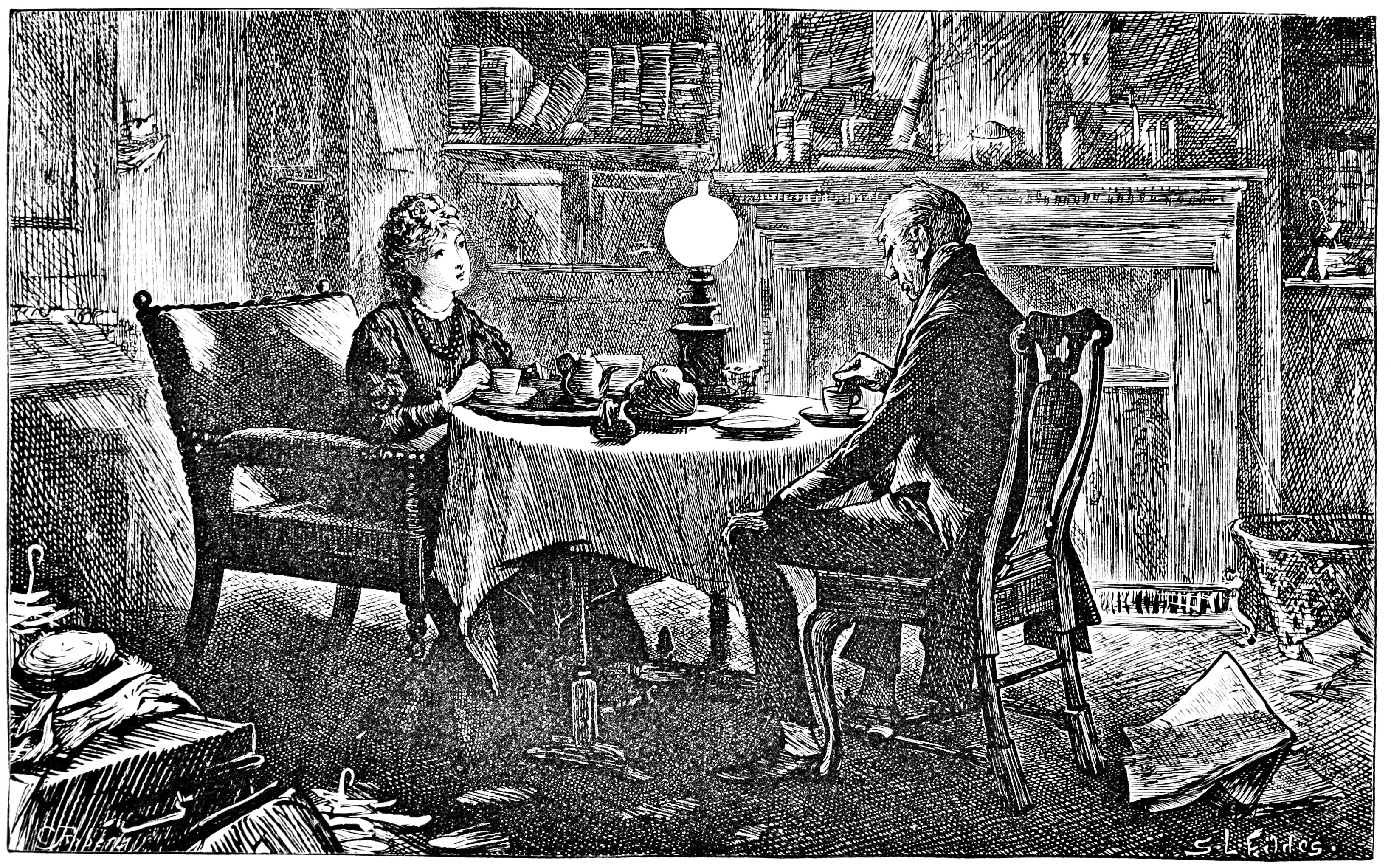
Rosa erzählt Grewgious von Jaspers Drohungen (Illustration von Luke Fildes)

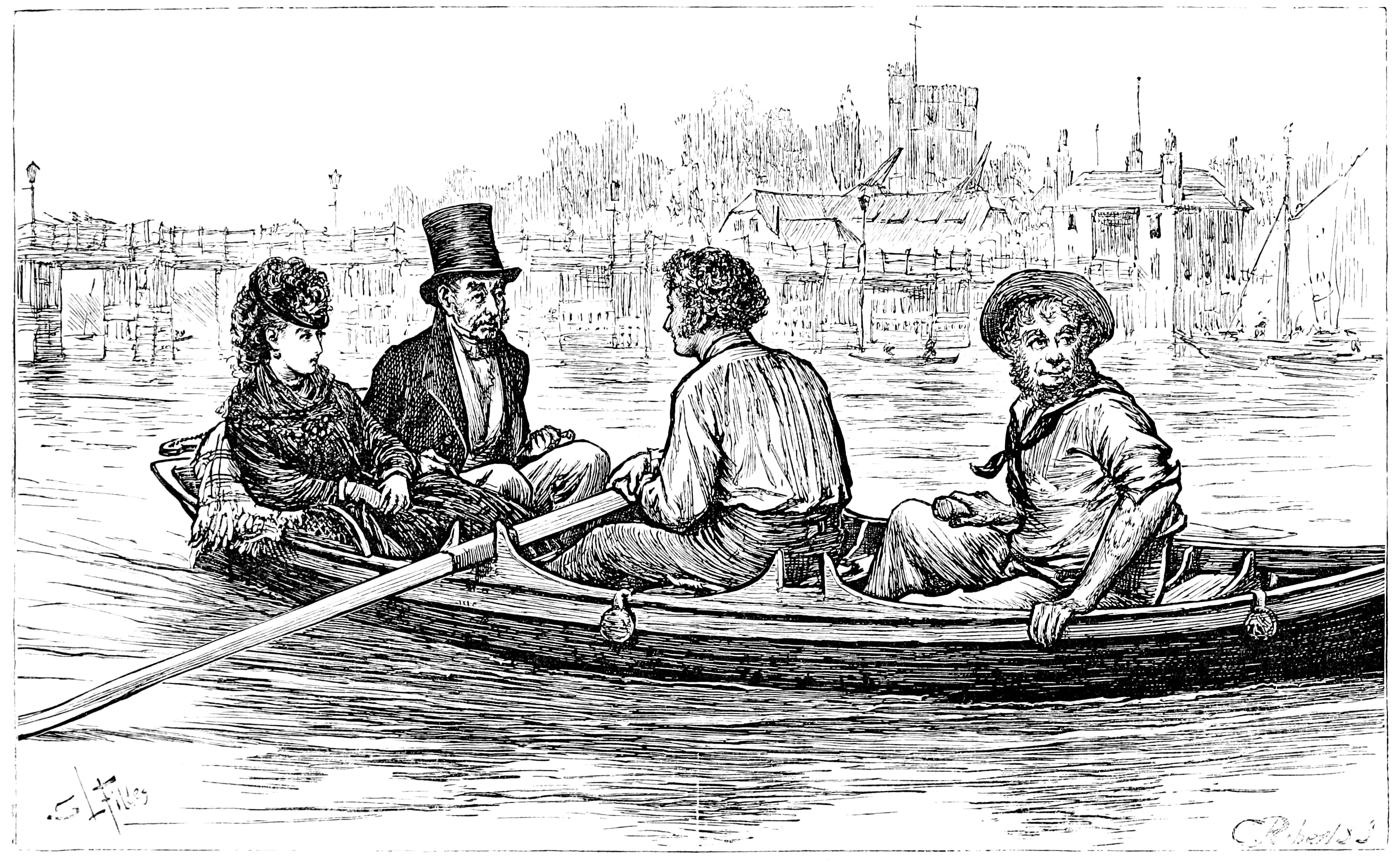
Der Seemann Tartar und sein Gehilfe Lobley rudern Grewgious und Rosa auf der Themse (Illustration von Luke Fildes)

Ungefähr zur gleichen Zeit besucht Jasper Rosa, die als Waise während der Ferienzeit allein im Pensionat zurückgeblieben ist (Kp. 18). Rosa empfängt ihn im Garten, wo sie sich sicherer als im fast leeren Haus fühlt. Er fragt sie, warum sie den Musikunterricht unterbrochen habe, und erklärt ihr, nach Edwins Tod müsse er seine leidenschaftliche Liebe zu ihr nicht länger verbergen. Rosa weist ihn zurück: sie habe sich immer schon von ihm weit über das Lehrer-Schülerin-Verhältnis hinaus beobachtet und bedrängt gefühlt und gebe die Gesangsausbildung endgültig auf. Darauf droht er ihr, wenn sie den Umgang mit ihm abbreche, werde dies für Neville und Helena böse Folgen haben. Er will sie durch Überwachung und Verleumdungen von ihrer Umwelt isolieren und dadurch psychisch zerstören. So werde er an dem Zwillingspaar Edwins Tod rächen, ob sie schuldig seien oder nicht, und zugleich Rosa für die Ablehnung seiner Liebe bestrafen. Rosa packt nach Jaspers Besuch schnell einige Sachen zusammen, hinterlässt Miss Twinkleton eine Nachricht und reist mit dem Zug nach London zu ihrem Vormund (Kp. 20). Grewgious lässt sich den Vorfall genau erzählen, verspricht ihr seinen Schutz und bringt sie in Furnivals Hotel in der Nähe seiner Wohnung.
Am nächsten Tag reist auch der von der beunruhigten Miss Twinkleton benachrichtigte Crisparkle nach London und trifft sich mit Grewgious und Rosa im Hotel (Kp. 21). Tartar, ein ehemaliger Marineleutnant, kommt dazu und Crisparkle erkennt in ihm einen ehemaligen Schüler, der ihn Jahre zuvor aus dem Fluss gezogen und ihm so das Leben gerettet hat. Tartar ist Nevilles Nachbar. Er hat seine Dachwohnung seemännisch wie eine Kajüte eingerichtet, turnt auf dem Dach herum, um Bindfäden zu befestigen, an den sich seine Anpflanzungen von roten Bohnen von seinem Fenster zu dem Nevilles ranken können, damit auch dieser Freude daran hat (Kp. 17). Grewgious kommt durch diese Informationen auf die Idee, wie man die verschiedenen Eingänge der Nachbarhäuser Tartars und Nevilles nutzen könnte, um ein von einem Spion unbemerktes Fenster-Gespräch Rosas und Helenas auf der Hofseite zu arrangieren. Mit Zustimmung Tartars kann Rosa von seiner Wohnung aus mit Helena sprechen (Kp. 22). Sie erzählt ihr von den Drohungen Jaspers, und Helena entwickelt einen Plan, Tartar als Lockvogel einzusetzen: Er sollte sich für die Beobachter sichtbar mit Neville treffen, Jasper würde dann versuchen, diese Kontakte zu verhindern, und man könnte so sein Intrigennetz aufdecken. Aus Sicherheitsgründen kehrt Rosa nicht nach Cloisterham zurück, sondern bleibt in London. Grewgious mietet für sie eine Wohnung bei Mrs. Billickin. Einen Monat lang ist Miss Twinkleton ihre Gesellschafterin und Lehrerin. Diese liefert sich mit der Vermieterin heftige rechthaberische Wortgefechte.
Inzwischen beginnt In Cloisterham die Spurensuche. Dick Datchery, ein älterer weißhaariger Mann, erscheint in der Stadt und möchte sich als Rentner in der malerischen Kulisse niederlassen. Er sucht eine Wohnung in einem alten Haus. Man nennt ihm das Pförtnerhaus, in dem auch Tope und Jasper wohnen. Hier quartiert er sich im Erdgeschoss ein. Von seinen Fenstern kann er die Gegend gut beobachten. Er sucht den Kontakt zum Steinmetz Durdles und zum Straßenjungen „Deputy“, auch „Winks“ genannt, die sich beide in der Stadt gut auskennen (Kp. 18). Er befragt auch die Opiumraucherin und Dealerin „Princess Puffer“ über Edwin und Jaspers, verrät ihr seinen Aufenthaltsort und beobachtet sie in der Kirche. Der Kantor hat an diesem Tag, in einer ähnlichen Szene wie am Anfang des Romans, ihre Opiumhöhle in London besucht und ihr von seinen Rauschphantasien, die er nur einmal verwirklicht hat, erzählt. Sie ist ihm nach Cloisterham gefolgt und sie möchte offenbar mehr über ihren Kunden herausfinden. Nun hört sie sich in der Kathedrale, hinter einer Säule versteckt, seinen Gesang an. Dabei grinst sie und droht ihm mit den Fäusten (Kp. 23).

## Interpretationen
Nach dem Abbruch der Publikation durch Dickens’ Tod wurden v. a. zwei Fragen gestellt und diskutiert: Ist Jasper Edwins Mörder oder ist dieser nur untergetaucht und kehrt zurück? In beiden Fällen werden die Hintergründe in der Familiengeschichte Jaspers und Droods gesucht.
Die meisten Interpreten sehen in John Jasper den Mörder. Sie beziehen sich auf Aussagen von Dickens’ Freund und Biographen John Forster sowie der Illustratoren Luke Fildes und Charles Collins und stützen sich auf Texthinweise: Im Zentrum steht das Doppelleben, der ambivalente Charakter Jaspers und sein Kontrollverlust durch das Rauschgift, das er zur Dämpfung seiner Schmerzen raucht und auch am Tattag konsumiert hat. V. a. seine dunklen Worte über die Opiumrauschträume und eine ausgeführte Tat (Kp. 1 und 23), „Princess Puffers“ Warnung, „Ned“ sei in Gefahr, Rosas Angst vor Jaspers Dämonie, seine Eifersucht als Motiv und der Zusammenbruch, nachdem er von der Auflösung der Verlobung gehört hat, und sein Interesse an den Grüften der Kathedrale und am Branntkalk werden als Argumente genannt. In einigen Fortführungen wird der Verlobungsring Rosas, den Edwin, wie mehrmals im Roman erwähnt, in seiner Tasche aufbewahrt, als einziges Relikt im Kalk gefunden.
Andere Vermutungen gehen nicht von einem Mord aus, sondern von der Flucht Edwins. Hintergrund sei die Familiengeschichte.
Die oben angeführten Opium-Belege werden nicht auf Edwin, sondern auf eine Tat im Kirchturm vor dem Romanbeginn bezogen, bei der nur ein Schrei gehört, aber keine Leiche gefunden wurde. Das Interesse Jaspers an der Hohlraum-Klopf-Methode Durdles und am Kalk könnte darauf hindeuten, dass er eine Leiche vergraben hat und sie jetzt aus Furcht vor einer Entdeckung durch Durdles endgültig beseitigen will. Jaspers Verhalten und sein Verhältnis zum nur wenige Jahre jüngeren „Neffen“ lassen sich aus der Vorgeschichte erklären.
In Carlo Frutteros und Franco Lucentinis „La verità sul caso D.“ liest eine Gruppe berühmter Detektive der Literatur gemeinsam den Roman und untersucht ihn kapitelweise nach Strategien eines konventionellen Kriminalromans auf Hinweise und Irrwege. Neben den bekannten Theorien wird auch die Möglichkeit ins Spiel gebracht, dass für den Leser unverdächtige Figuren wie Helena und Neville als Täter in Frage kommen und dass ihre Motive aus der Vorgeschichte erklärt werden können. 

## Übersetzungen ins Deutsche
- „Edwin Drood. Eine geheimnisvolle Geschichte“. Übersetzt von Emil Lehmann. Leipzig 1870. Das Geheimnis des Edwin Drood. Winkler, München 1970.
- „Das Geheimnis Edwin Droods“. Übersetzt von Paul Heichen. Naumburg 1897. Schirmer, Naumburg 1947.
- „Das Geheimnis um Edwin Drood“. Übersetzt von C. Christensen (d. i. Oskar Camillus  Recht). München 1955.
- „Das Geheimnis des Edwin Drood“. Übersetzt und mit einem Nachwort von Burkhart Kroeber, zu Ende geführt von Ulrike Leonhardt, Manesse, Zürich 2001

Übersetzungsvergleich: Burkhart Kroeber: „Erfahrungen beim Übersetzen 'über die Bande'“.

## Fortsetzungen
- Henry Morford: „John Jasper's Secret: Sequel to Charles Dickens' Mystery of Edwin Drood“. 1871–1872.In: Charles and Walters, John Cuming: „The Complete Mystery of Edwin Drood“. Dana Estes & Company, 1913, S. 213–217.
- Thomas Power (T.P.) James: „Part Second of the Mystery of Edwin Drood“. 1873.
- „A Haunting Mystery: Brattleboro's T.P. James - Spiritualist, writer ... and conman?“. The Brattleboro Reformer. 30. November 2017.
- Charles Dickens und Leon Garfield: „The Mystery of Edwin Drood“. 1980. Datchery ist ein ehemaliger Schauspieler, der von Grewgious als Privatdetektiv engagiert wurde.
- Charles Forsyte: „The Decoding of Edwin Drood“. 1980.
- Carlo Fruttero & Franco Lucentini: „La verità sul caso D.“ 1989 (deutsch: Die Wahrheit über den Fall D., übers. v. Burkhart Kroeber, Piper, München 1991).
- Charles Dickens und David Madden: „The Mystery of Edwin Drood“. 2011.

## Adaptionen, teilweise mit Fortsetzungen (Auswahl)

### Radio
- 5. und 12. Januar 1953, Radioprogramm CBS Suspense. Zweiteiliges Hörspiel mit Herbert Marshall  als John Jasper.
- 2. März 1990 bis 30. März 1990, wiederholt vom 3. bis 7. Juni 2019. Fünfteiliges Hörspiel von BBC Radio 4, Classic Serial, ausgestrahlt, verfasst von David Buck, inszeniert von Gordon House, basiert auf dem Buch von Leon Garfield: Ian Holm als Jasper, John Moffatt als Datcherly, Gareth Thomas als Crisparkle, Michael Cochrane als Tartar, Timothy Bateson als Sapsea, Gordon Gostelow als Durdles und Anna Cropper als Mrs. Tope. Es wurde vom in fünf Folgen auf BBC Radio4 Extra wiederholt.

### Film
Der Roman ist mehrfach für das Kino und Fernsehen mit prominenten Rollenbesetzungen verfilmt worden.
| → Verfilmungen 1909 – 2012 |
| - 1909 Stummfilm (GB) von Arthur Gilbert - 1914 Stummfilm (USA) von Herbert Blaché und Tom Terriss - 1935 Kinofilm von Universal Pictures, Regie von Stuart Walker, mit Claude Rains als Jasper, Douglass Montgomery als Neville, Heather Angel als Rosa, Valerie Hobson als Helena und David Manners als Drood. Datchery ist der verkleidete Neville Landless. - 1960 britische Fernsehserie in acht Folgen von Mark Lawton mit Donald Sinden als John Jasper, Richard Pearson als Rev Crisparkle und Tim Seely als Edwin Drood. - 1980 „Taina Edvina Druda“, russische TV-Miniserie von Georgiy Kapralov und Alexander Orlov unter der Regie von Alexander Orlov. Musik von Eduard Artemiev . Darsteller Valentin Gaft , Avangard Leontiev , Elena Koreneva und Margarita Terekhova . - 1993 Kinofilm von Timothy Forder mit Robert Powell als John Jasper, Andrew Sachs als Durdles, Freddie Jones als Bürgermeister Sapsea, Glyn Houston als Mr. Grewgious und Gemma Craven als Miss Twinkleton. - 2012 BBC-Fernsehzweiteiler mit einer Fortführung von Gwyneth Hughes, inszeniert von Diarmuid Lawrence. Datchery ist der verkleidete Bazzard, Grewgious‘ Schreiber. |

### Theater
- Orpheus C. Kerr (Pseudonym von Robert Henry Newell): „The Cloven Foot“. New York 1870.[9]
- Im Januar 1914 veranstaltete „The Dickens Fellowship“ einen dramatischen Prozess in der King's Hall in Covent Garden gegen John Jasper wegen Mordes an Edwin Drood. George Bernard Shaw übernahm die Rolle des Juryvorsitzenden.[10]
- E. J. Evans: „John Jaspers Secret“. London 1951.
- Musical (ursprünglich nur Drood betitelt), Musik und Texte von Rupert Holmes. Das Publikum entscheidet durch Abstimmung, wer der Mörder ist: John Jasper, Neville Landless, Rosa Bud, Helena Landless, Rev. Crisparkle, Prinzessin Puffer oder Mr. Bazzard. Premiere 1985 New York Shakespeare Festival, anschließend am Broadway, 2012 Wiederaufnahme durch „Aria Entertainment“ in London im „Landor Theatre“ und „Arts Theatre“ im West End. 2012–2013 Broadway-Wiederaufnahme durch die „Roundabout Theatre Company“.

### Roman
Der 2009 erschienene Roman „Drood“ von Dan Simmons erzählt eine fiktive Geschichte der letzten Lebensjahre Dickens aus der Sicht seines Freundes Wilkie Collins. Die Geschichte vermischt reale Begebenheiten aus Dickens' Leben mit der Erzählung über Drood. Der 2015 erschienene Roman „Helena Landless“ von Deanna Madden erzählt die Drood-Geschichte aus der Sicht Helenas.